# Liste der Kulturdenkmäler in Bommersheim
Die folgende Liste enthält die in der Denkmaltopographie ausgewiesenen Kulturdenkmäler auf dem Gebiet des Ortsteils Bommersheim der  Stadt Oberursel, Hochtaunuskreis, Hessen.
Hinweis: Die Reihenfolge der Denkmäler in dieser Liste orientiert sich an der Anschrift, alternativ ist sie auch nach der Bezeichnung, der vom Landesamt für Denkmalpflege vergebenen Nummer oder der Bauzeit sortierbar.
Kulturdenkmäler werden fortlaufend im Denkmalverzeichnis des Landes Hessen durch das Landesamt für Denkmalpflege Hessen auf Basis des Hessischen Denkmalschutzgesetzes (HDSchG) geführt. Die Schutzwürdigkeit eines Kulturdenkmals hängt nicht von der Eintragung in das Denkmalverzeichnis des Landes Hessen oder der Veröffentlichung in der Denkmaltopographie ab.

## Bommersheim
| Bild                                                  | Bezeichnung                                 | Lage                                                                                | Beschreibung | Bauzeit | Objekt-Nr. |
| ----------------------------------------------------- | ------------------------------------------- | ----------------------------------------------------------------------------------- | --- | ------- | ---------- |
| Bild gesucht BW                                       | Gesamtanlage Alt-Bommersheim                | Bommersheim Lage                                                                    | Burgstraße 3,5,7,9,10,11,16,18,20,22,24; Lange Straße 69,71,73,75,85,87,89,91,102,104,106,108,110,112 |         | 737918 DDB |
| weitere Bilder                                        | Bildstock                                   | Bommersheim, Am Gräbchen LageFlur: 66, Flurstück: 40                                | |         | 100815 DDB |
| weitere Bilder                                        | Heiligenhäuschen                            | Bommersheim, An der Friedenslinde ohne Nummer LageFlur: 4, Flurstück: 327           | |         | 99846 DDB  |
| Bild gesucht BW                                       | Bommersheimer Madonna                       | Bommersheim, An der Friedenslinde 3 LageFlur: 4, Flurstück: 195/4                   | |         | 100810 DDB |
| Bild gesucht BW                                       | Heiligenhäuschen                            | Bommersheim, Bommersheimer Straße 74 LageFlur: 3, Flurstück: 174/3                  | | 1734    | 99847 DDB  |
| Burgstraße 3                                          | Wohnhaus                                    | Bommersheim, Burgstraße 3 LageFlur: 1, Flurstück: 120/2                             | |         | 99848 DDB  |
| Burgstraße 7 (hinterer Teil)                          | Ehemaliges Gasthaus „Zum weißen Ross“       | Bommersheim, Burgstraße 7 LageFlur: 1, Flurstück: 122/1                             | |         | 99849 DDB  |
| Burgstraße 9                                          | Wohnhaus                                    | Bommersheim, Burgstraße 9 LageFlur: 1, Flurstück: 8/3                               | |         | 99850 DDB  |
| Burgstraße 10                                         | Hofanlage                                   | Bommersheim, Burgstraße 10 LageFlur: 2, Flurstück: 22/2, 23                         | |         | 99851 DDB  |
| weitere Bilder                                        | Wohnhaus                                    | Bommersheim, Burgstraße 17/19 LageFlur: 1, Flurstück: 4/6, 5/5                      | |         | 99855 DDB  |
| weitere Bilder                                        | Wohnhaus                                    | Bommersheim, Burgstraße 18 LageFlur: 2, Flurstück: 144, 18                          | |         | 99872 DDB  |
| Burgstraße 22                                         | Fachwerkwohnhaus                            | Bommersheim, Burgstraße 22 LageFlur: 1, Flurstück: 142/3                            | |         | 99852 DDB  |
| weitere Bilder                                        | Fachwerkwohnhaus                            | Bommersheim, Burgstraße 24 LageFlur: 1, Flurstück: 141/11                           | |         | 99853 DDB  |
| Burgstraße 32                                         | Wohnhaus                                    | Bommersheim, Burgstraße 32 LageFlur: 1, Flurstück: 10/1                             | |         | 99854 DDB  |
| Heiligenhäuschen, Burgstraße Ecke – In der Steingasse | Heiligenhäuschen                            | Bommersheim, Burgstraße 34, In der Steingasse LageFlur: 1, Flurstück: 132/4, 6809/9 | |         | 99856 DDB  |
| Burg Bommersheim Ringmauer                            | Mauerreste Burg Bommersheim                 | Bommersheim, Im Himmrich LageFlur: 1, Flurstück: 10/2                               | |         | 100811 DDB |
| Sinders-Kreuz                                         | sogenanntes Sinders-Kreuz                   | Bommersheim, Im Langwehr LageFlur: 7, Flurstück: 6875                               | |         | 737461 DDB |
| Bild gesucht BW                                       | Gedenkstein                                 | Bommersheim, Im Langwehr (1. Gewann) LageFlur: 7, Flurstück: 494/1                  | |         | 748282 DDB |
| Lange Straße 1, Wegekreuz                             | Wegekreuz                                   | Bommersheim, Lange Straße 1 LageFlur: 16, Flurstück: 2408/1                         | |         | 99858 DDB  |
| Lange Straße 53                                       | Wohnhaus                                    | Bommersheim, Lange Straße 53 LageFlur: 3, Flurstück: 62/1                           | |         | 99859 DDB  |
| weitere Bilder                                        | Fachwerkwohnhaus                            | Bommersheim, Lange Straße 63 LageFlur: 4, Flurstück: 181/1                          | |         | 99860 DDB  |
| weitere Bilder                                        | Wohnhaus                                    | Bommersheim, Lange Straße 69 LageFlur: 4, Flurstück: 183/2                          | |         | 99861 DDB  |
| Lange Straße 71                                       | Wohnhaus                                    | Bommersheim, Lange Straße 71 LageFlur: 4, Flurstück: 85/2                           | |         | 99862 DDB  |
| weitere Bilder                                        | Wohnhaus und Hoftor                         | Bommersheim, Lange Straße 74 LageFlur: 2, Flurstück: 262/12                         | |         | 99863 DDB  |
| Lange Straße 75                                       | ehemalige Schule                            | Bommersheim, Lange Straße 75 LageFlur: 4, Flurstück: 87/4                           | |         | 99864 DDB  |
| weitere Bilder                                        | Wohnhaus                                    | Bommersheim, Lange Straße 78 LageFlur: 2, Flurstück: 37/1                           | |         | 99865 DDB  |
| Bild gesucht BW                                       | Ehemaliger Zehnthof                         | Bommersheim, Lange Straße 86 LageFlur: 2, Flurstück: 56/2                           | |         | 99866 DDB  |
| weitere Bilder                                        | Fachwerkwohnhaus                            | Bommersheim, Lange Straße 87 LageFlur: 4, Flurstück: 88/3                           | |         | 99867 DDB  |
| Lange Straße 89                                       | Hofanlage                                   | Bommersheim, Lange Straße 89 LageFlur: 4, Flurstück: 94/2                           | |         | 99868 DDB  |
| Bommersheim, kath. Kirche                             | Katholische Kirche Sankt Aureus und Justina | Bommersheim, Lange Straße 106 LageFlur: 1, Flurstück: 114/1                         | |         | 99869 DDB  |
| Bommersheim, Kriegerdenkmal                           | Ehrenmal                                    | Bommersheim, Lange Straße 106 LageFlur: 1, Flurstück: 114/1                         | |         | 99869 DDB  |
| Lange Straße 106, Kruzifix                            | Kruzifix                                    | Bommersheim, Lange Straße 106 LageFlur: 1, Flurstück: 114/1                         | |         | 99869 DDB  |
| weitere Bilder                                        | Schule                                      | Bommersheim, Lange Straße 108 LageFlur: 1, Flurstück: 333/8                         | |         | 99870 DDB  |
| Wegestein 1519                                        | Wegestein                                   | Bommersheim, Ober der Niederwiese LageFlur: 21, Flurstück: 7038                     | Der Wegestein aus dem Jahr 1519 aus Basalttuff war vermutlich ursprünglich der Säulenstamm eines Wegekreuzes. Der Stein steht an der Stelle der „Alten Weinstraße“ (heute „Weinstraße“) und dem „Kalbacher Hauptweg“ (heute „Frankfurter Weg“). | 1519    | 99871 DDB  |